# Vrozený strmý talus
Vrozený strmý talus (talus verticalis), zvaný také kolébkovitá noha, je poměrně vzácná a závažná vrozená vada nohy. Hlezenní kost (talus) je v takovém případě v prodloužení podélné osy tibie, což způsobuje konvexní vyklenutí planty.
Etiologie této vrozené vady není známá, vyskytuje se však často s dalším defekty, jako je spina bifida nebo trisomie 13. a 18.

## Klinický obraz
Vrozený strmý talus je jednou z možných důvodů vzniku ploché nohy, konkrétně pak v tomto případě hovoříme o tzv. rigidním plochonoží (noha není flexibilní). Noha je ve výrazné valgositě, hlavička talu prominuje výrazně mediálně. Planta může být konvexní. Je patrná také výrazná dorsiflexe a abdukce předonoží.

## Diagnostika
Diagnóza je stanovena boční RTG projekcí nohy, kdy je na snímku patrná vertikální posice talu, os naviculare se pak nachází na dorsální ploše krčku talu. Os naviculare může být také luxována.
Léčba je operační, konservativní léčba nezabírá.